# Massaker von Avasinis
Das Massaker von Avasinis war ein Kriegsverbrechen der Waffen-SS in Friaul in Nordost-Italien in der Endphase des Zweiten Weltkriegs.

## Ablauf
Die Kapitulation der deutschen Armeen in Italien wurde am 29. April 1945 von den Deutschen und Alliierten unterzeichnet, die Kampfhandlung sollten bis zum 2. Mai eingestellt werden. Am 1. Mai versuchte sich eine Kompanie der 24. Waffen-Gebirgs-(Karstjäger-)Division der SS aus dem Tagliamento-Tal in Richtung Norden abzusetzen. Dabei wurden sie von Partisanen beschossen und in ein Feuergefecht verwickelt. Danach marschierten die SS-Männer am 2. Mai in das nahe gelegene Dorf Avasinis ein, das sich unweit von Trasaghis befindet. Dort drangen sie auf der Suche nach vermuteten Partisanen in Häuser ein und eröffneten das Feuer auf Zivilisten. Andere wurden misshandelt oder schwer verletzt. Die Soldaten fanden keine kampffähigen Männer vor und nahmen stattdessen etwa 40 Frauen als Geiseln. Sie wurden in der Nacht auf den 3. Mai mehrfach von den SS-Soldaten vergewaltigt und anschließend per Genickschuss ermordet. Insgesamt ermordeten sie 51 Menschen, darunter fünf Kinder im Alter zwischen zwei und zwölf Jahren; am 3. Mai verließen sie Avasinis. Die SS-Karstjäger-Division ergab sich eine Woche später, am 10. Mai, den US-Amerikanern in Kärnten.
Im August 1995 wurden auf Anfrage des Dokumentationszentrums des Bundes Jüdischer Verfolgter des Naziregimes und des Bürgermeisters von Trasaghis Ermittlungen der Justiz in Deutschland aufgenommen. Es konnten 132 ehemalige Angehörige der SS-Karstjäger-Division ausfindig gemacht werden, die jedoch keine Angaben zu dem Massaker machten, da sie sich vermutlich zuvor abgesprochen hatten. Im Frühjahr 2007 wurde das Verfahren erfolglos eingestellt.
Heute erinnert eine Gedenkstätte in Avasinis an das Massaker. Jährlich findet am 2. Mai ein Erinnerungsmarsch durch das Dorf dorthin statt.

## Filme
- Tatort Avasinis von Jim G. Tobias